# Снежана Ненадовић
Снежана Ненадовић (Бенковац, 19. март 1970)  je телевизијска и позоришна глумица и ТВ водитељка. Супруга глумца Ненада Ненадовића.

## Биографија
Снежана је рођена 19. марта 1970. године у Бенковцу, Хрватска. Студирала је историју уметности. 